# 몸

신체모형

몸 또는 신체(身體)는 생물의 한 개체를 일컫는 말이다. 좁은 의미에서는 팔다리와 머리를 제외한 신체기관을 몸이라고 한다. 몸은 여러 개의 세포 또는 한 개의 세포로 이루어져 있다. 사람의 몸에 대해서는 인체 문서를 참고하자. 일반적으로 무생물이나 추상적인 대상에 대해서도, 부수적인 것이 아니라 중심적인 것을 나타낼 때 몸이라는 말을 쓸 때가 있다.
죽은 사람의 시체를 시체(corpse) 또는 카데바(cadaver)라고도 한다.
인간의 몸은 머리, 목, 몸통, 팔 2개, 다리 2개, 사타구니의 생식기로 구성되어 있으며 남성과 여성이 다르다.
해부학은 조직보다 더 높은 수준에서 신체의 구조를 다루는 형태학의 한 분야이다. 해부학은 조직의 구조를 연구하는 조직학뿐만 아니라 연구된 거대 유기체의 조직과 기관이 만들어지는 개별 세포의 구조와 기능을 연구하는 세포학과 밀접한 관련이 있다.
신체의 기능과 메커니즘에 대한 연구는 생리학이다.

## 기관과 부위
사람의 몸은 다음과 같은 부위와 기관들로 구성되어 있다.

### 머리
- 눈
- 눈썹
- 속눈썹
- 코
- 입
- 귀
- 혀
- 이

### 팔, 다리
- 팔
- 손
- 다리
- 발
- 손가락
- 발가락
- 발등
- 손등
- 손톱
- 발톱
- 종아리

### 내장
- 대장
- 심장
- 간
- 위
- 폐
- 콩팥
- 난소
- 십이지장
- 식도
- 소장
- 쓸개
- 이자

### 뼈
- 두개골
- 척추

### 기타
- 뇌
- 고환
- 음경
- 음순
- 털
- 힘줄
- 핏줄

### 동물의 몸에 있는 부위들
- 꼬리(사람에게는 꼬리가 퇴화한 흔적만 남아 있다.)
- 더듬이
- 날개
- 촉수
- 지느러미

## 같이 보기
- 몸통
- 인체 골격
- 소화 기관
- 사람의 몸들